# Oddziaływania międzycząsteczkowe
Oddziaływania międzycząsteczkowe – inne niż wiązania chemiczne siły wiążące atomy i cząsteczki.
Do oddziaływań tych zalicza się (w kolejności od najsilniejszych do najsłabszych):
- oddziaływania jon–jon (elektrostatyczne) – zachodzą między dwiema różnoimiennie naładowanymi cząsteczkami; od wiązań jonowych różni je to, że ładunek w oddziałujących ze sobą cząsteczkach nie jest skoncentrowany na jednym atomie, lecz jest zdelokalizowany (występuje na kilku lub kilkunastu atomach); siła jego oddziaływania jest proporcjonalna do 1/r2 (gdzie r to odległość między cząsteczkami); w przypadku ośrodka zawierającego inne ładunki (np. roztworu elektrolitu) efekt oddziaływania jest mniejszy (zobacz też: para jonowa)
- wiązania wodorowe – tworzą się, gdy atom wodoru z cząstkowym ładunkiem dodatnim jest współdzielony przez dwie cząsteczki posiadające atomy z cząstkowym ładunkiem ujemnym; wiązanie wodorowe, jeśli występuje w obrębie jednej cząsteczki, jest często traktowane jak słabe wiązanie chemiczne; można je traktować jako oddziaływanie międzycząsteczkowe, jeśli wiąże ono dwie lub więcej cząsteczek
- oddziaływania trwały dipol–trwały dipol – tworzą się między cząsteczkami posiadającymi trwałe momenty dipolowe; cząsteczki takie posiadają w jednych miejscach nadmiar ładunku ujemnego, a w innych jego niedomiar; oddziałują one z sobą tak jak jony, jednak oddziaływanie to jest słabsze, gdyż w grę wchodzą cząstkowe (a nie całkowite) ładunki elektryczne, a także przyciąganiu się ładunków różnoimiennych towarzyszy zawsze odpychanie się ładunków jednoimiennych
- oddziaływania van der Waalsa – oddziaływania między dipolem trwałym a indukowanym (wzbudzonym). W cząsteczkach niemających trwałego momentu dipolowego może on być wzbudzany przez cząsteczki z trwałym momentem; następnie taki wzbudzony dipol i trwały dipol oddziałują na siebie podobnie jak dwa trwałe dipole, lecz znacznie słabiej; w cząsteczkach bez trwałego momentu dipolowego występują stochastyczne fluktuacje ich chmur elektronowych, powodujące powstawanie chwilowych momentów dipolowych[2]. Cząsteczka posiadająca chwilowy moment dipolowy może go wzbudzić w cząsteczce sąsiadującej, wskutek czego obie cząsteczki mogą się nawzajem chwilowo przyciągać lub odpychać. Uśrednienie sił odpychających i przyciągających daje oddziaływanie przyciągające proporcjonalne do 1/r6. Oddziaływania van der Waalsa wynikają, między innymi, z korelacji ruchów elektronów pomiędzy oddziałującymi atomami – dlatego w metodach obliczeniowych nieuwzględniających korelacji elektronowej sił tych praktycznie nie ma.
- oddziaływania dyspersyjne, zwane też siłami dyspersyjnymi Londona (odpowiadające oddziaływaniu między dipolami indukowanymi). Oddziaływanie to występuje zawsze, niezależnie od tego, czy cząsteczki o trwałych momentach dipolowych są obecne. Jego obecność tłumaczy się faktem, że w danym momencie rozkład ładunku w przestrzeni wokół jądra nie jest zawsze symetryczny w stosunku do jądra. Atom ma zatem chwilowy moment dipolowy, który może indukować podobne momenty w sąsiednich atomach. Oddziaływanie dyspersyjne ma w większości przypadków udział w oddziaływaniu międzycząsteczkowym większy niż oddziaływania typu dipol–dipol i dipol–dipol indukowany[3].

Należy również uwzględnić fakt, że dla małych odległości pomiędzy atomami lub cząsteczkami pojawia się oddziaływanie odpychające między powłokami elektronowymi, wynikające z zakazu Pauliego.